# Ida Rauh
Pour les articles homonymes, voir Rauh.
Ida Rauh (7 mars 1877 - 28 février 1970) est une suffragette américaine, actrice, sculptrice et poète qui participe à la fondation des Provincetown Players en 1915. Les membres de la troupe, dont Susan Glaspell, George Cram Cook, John Reed, Hutchins Hapgood (en), Eugene O'Neill et d'autres, jouent d'abord dans une maison appartenant à Mary Heaton Vorse à Provincetown. Plus tard, le groupe déménage dans un théâtre de la rue MacDougal à Greenwich Village. Rauh met en scène la première production de la pièce en un acte d'O'Neill Where the Cross Is Made pour l'ouverture de la Provincetown Playhouse permanente à New York en novembre 1918.

## Biographie
Rauh est diplômée de la faculté de droit de l'université de New York en 1902, mais ne pratique jamais le droit. Elle s'est impliquée dans la Women's Trade Union League, par exemple lors la grève des fabricantes de chemises à New York en 1909. Peu de temps après, elle se rend en Angleterre pour rejoindre la lutte pour le droit de vote des femmes au Royaume-Uni. De retour à New York, elle aide Mabel Dodge à organiser son salon philosophique et rejoint le groupe féministe Heterodoxy, formé en 1912.
Elle épouse l'écrivain et éditeur Max Eastman à New York en 1911, mais tient à garder son nom de jeune fille. Dans certains endroits, comme la ville natale d'Eastman, Elmira, il s'agit d'un choix scandaleux. Eastman, qui a édité les revues de gauche The Masses et The Liberator avec l'aide de sa sœur aînée Crystal au cours de la décennie suivante, affirme que c'est Rauh qui l'a initié au socialisme.
Pendant ses années à Greenwich Village, Rauh soutient une variété de causes féministes, parmi lesquelles les campagnes de Margaret Sanger. Arrêtée en 1916 pour avoir diffusé des informations sur la contraception, Rauh est condamnée à une peine avec sursis.
Rauh quitte le théâtre en 1920 pour se lancer dans la sculpture, la peinture et d'autres intérêts. Parmi ses œuvres se trouve un buste de l'écrivain D. H. Lawrence, qui était l'un de ses amis. Un recueil de ses poèmes, And This Little Life, a été publié en 1959. Ses articles, notamment des poèmes, des scénarios télévisés, des pièces de théâtre, de la correspondance et d'autres documents, sont conservés à l'American Heritage Center de l'université du Wyoming à Laramie.

## Famille
Rauh est la fille de Samuel et Rosa Rauh de New York. Son mariage avec Eastman se solde par un divorce en 1922, longtemps après leur séparation réelle. Le couple a eu un enfant, Dan, avec qui Eastman n'a aucun lien pendant 23 ans après la séparation.
En 1922, Rauh vit à Santa Fe, au Nouveau-Mexique, avec son fils Dan et le peintre Andrew Dasburg et son fils, Alfred. Rauh, Dasburg, et les deux garçons vivent ensemble au Nouveau-Mexique puis à Woodstock jusqu'en 1927 ou 1928. Dan, devenu psychologue, est décédé d'une crise cardiaque en 1969 alors qu'il parlait à sa mère au téléphone. Rauh meurt à son tour quelques mois plus tard.